# РМ-500
Беспилотный перехватчик РМ-500 (РМ — «ракета Микояна», по фамилии главного конструктора; также использовались наименования КР-500 — «крылатая ракета», самолёт «З» — «зенитный», и РЖ — ракета на жидком топливе) — крылатая зенитная управляемая ракета/противоракета (по номенклатуре тех лет — беспилотный перехватчик), разрабатывавшаяся ОКБ-155 в 1958—1961 гг. для применения как боевое средство в составе комплекса дальнего перехвата С-500.

## Ход проекта
Задание на разработку экспериментального беспилотного перехватчика класса «земля—воздух» было получено отдельным конструкторским бюро № 155 в июне 1958 г. Согласно тактико-техническому заданию, беспилотный перехватчик РМ-500 предназначался для поражения высотных скоростных целей (самолёты, крылатые ракеты) на встречных и встречно-пересекающихся курсах. Задавались следующие характеристики:
- Дальность перехвата — 800—1000 км,
- Высоты перехвата — 25-30 км,
- Маршевая скорость — 4700 км/ч (М=4,3).

Над созданием перехватчика с указанными характеристиками совместно с ОКБ-155 работал ряд смежных организаций («смежников»), а также конкурирующие опытно-конструкторские учреждения: ОКБ-52 В. Н. Челомея — ЗУРДД РЧ-500 и ОКБ-301 С. А. Лавочкина — ЗУР «Даль». Эскизное проектирование РМ-500 проводилось в период с 1958 по 1960 гг. Учитывая большой опыт в сфере самолётостроения, накопленный ОКБ-155 за продолжительный период его существования, аэродинамическая схема перехватчика РМ-500 была выбрана самолётная (как базу для своей крылатой ракеты А. И. Микоян использовал модифицированный реактивный истребитель МиГ-15, — в те годы один из лучших советских самолётов такого класса): моноплан нормальной схемы с верхнерасположенным крылом. Крыло перехватчика — тонкое треугольной формы в плане со срезанными концами без элеронов. Стабилизатор цельноповоротный с дифференциальным (для управления по каналу крена) и одновременным (для управления по каналу тангажа) отклонением. Киль также цельноповоротный малого удлинения. При дальнейшей модификации РМ-500 планировалось применить газодинамическое управление для эффективного перехвата целей, летящих на высотах, превышающих 35 км. Фюзеляж в средней части имел цилиндрическую форму. Силовая установка наружного типа состояла из двух стартовых пороховых ракетных двигателей (в любом варианте базирования), предназначенных для пуска и разгона перехватчика до маршевой скорости (М=2,0) и высоты полёта — 4 км, необходимой для запуска основного маршевого двигателя. СПРД были расположены по бокам фюзеляжа вблизи центра масс. Дальнейший доразгон с набором высоты и основной этап полёта должны были производиться на сверхзвуковом прямоточном воздушно-реактивном двигателе (СПВРД), подвешенном на небольшом пилоне под фюзеляжем в хвостовой части планера. Разработка такого двигателя, получившего наименование РД-085, была поручена ОКБ-670 М. М. Бондарюка. Его предэскизный проект выпустили в ноябре 1960 г. В центральном теле СПВРД (диффузорная часть) размещались система подачи топлива (турбонасосный агрегат, регулятор) и форсажный ПРД (ФПД), включаемый на короткое время в конце атаки при необходимости подъёма перехватчика на крутом кабрировании до высоты порядка 35 км. Прорабатывались и другие варианты маршевой двигательной установки: ЖРД, ПРД или комбинированный (керосин в сочетании с порохом), так как СПВРД хотя и наилучшим образом обеспечивал необходимые параметры полёта, но без специальных мер не позволял заходить на большие углы атаки и скольжения (был высок риск срыва горения в камере сгорания). Запуск перехватчика мог производиться из вертикального положения или наклонно, как со стационарных пусковых установок с автоматическими системами заряжания, так и с самоходных пусковых установок, имеющих по одному перехватчику каждая. Главной проблематикой разрабатываемого перехватчика была его система управления, так как у конструкторского бюро имелся значительный опыт в создании пилотируемых летательных аппаратов, теперь же им предстояло создать беспилотный. По свидетельству С. Н. Хрущёва, — в тот период, представителю конкурирующей структуры, — эту задачу ОКБ-155 предстояло решать практически с нуля. На руку им сыграло то обстоятельство, что их основной конкурент — В. Н. Челомей — принципиально отказывался от рассмотрения любых иных вариантов компоновки силовой установки, кроме твердотопливных стартового и маршевого двигателей, в то время как А. И. Микоян рассматривал все возможные варианты компоновки, что, в значительной степени, предопределило успех его проекта. Попутно решались вопросы давней конфронтации между конструкторами:
Для развития нового направления конструкторскому бюро Микояна требовались новые площади, новые люди. Заниматься ракетами в ущерб истребителям никому и в голову не могло прийти. Вот тут очень кстати пришлось бывшее поликарповское КБ, новый руководитель которого так неразумно цеплялся за неперспективную тематику. Микоян предложил объединить усилия двух организаций под своим, естественно, руководством. А заодно и прихлопнуть конкурента. Об этом, конечно, вслух не говорилось. А тут и оказия подоспела.Сергей Хрущёв в своих мемуарах
Другим удачным обстоятельством для сотрудников конструкторского бюро Микояна стало то, что руководство Государственного комитета по оборонной технике фактически заняло их сторону и путём применения средств аппаратного нажима (бюрократических процедур), добилось прекращения работ по созданию маршевого двигателя для перехватчика, проектируемого их конкурентами.

## Завершение проекта
Заказчик, в лице ответственных представителей Министерства обороны, одобрил предложенный проект, но к началу 1961 г. работы по нему прекратились. Причиной для этого стало отсутствие для него целей. Прогнозы и проработки инженеров гиперзвуковых и сверхвысотных летательных атмосферных аппаратов оказались преувеличенными, — для поражения средств воздушного нападения вероятного противника хватало боевых возможностей уже существовавших на тот момент средств противовоздушной обороны СССР.

## Устройство
Перехватчик представлял собой двухступенчатую крылатую управляемую ракету класса «земля—воздух», включающую в себя:
- Стартовую ступень с твердотопливными ракетными ускорителями;
- Маршевую ступень с жидкостным ракетным двигателем.

Бортовое оборудование РМ-500 включало в себя:
- Автопилот;
- Источник электропитания — турбогенераторный агрегат (ТГА);
- Бортовую аппаратуру управления;
- Головку самонаведения;
- Систему опознавания;
- Устройство приёма команд с земли (в хвостовой части фюзеляжа);
- Неконтактный взрыватель.

Система наведения: Выведение перехватчика в зону захвата цели должно обеспечиваться наземной станцией наведения систем «Воздух-1» и «Луч» или с помощью бортовой навигационной аппаратуры. На первом этапе полёта РМ-500 достигал высоты 15-18 км, имея постоянную скорость, соответствовавшую числу М=3,5, затем цель захватывалась радиолокационной головкой самонаведения и перехватчик поднимался примерно на 25 км, разгоняясь до М=4,3, и лишь после этого следовал короткий бросок на большие высоты. Атака могла проводиться как в горизонтальном полёте, так с пикирования или кабрирования, в зависимости от взаимного расположения цели и перехватчика. На весь полёт отводилось около 20 минут.

## Характеристики
Расчётные лётно-технические и тактико-технические характеристики перехватчика были следующими:
Технические характеристики
- Длина, м : 11,77
- Высота, м : 2,73
- Размах крыла, м : 6,06
- Диаметр фюзеляжа, м : 0,95
- Масса, кг

- неснаряженного :
- максимальная взлётная : 8000

- Силовая установка : 1 × СПВРД РД-085, 2 × ТРУ
- Тяга, кгс : 1 × 10600

Лётные характеристики
- Максимальная скорость, М : 4,3
- Продолжительность полёта, мин : 20
- Практический потолок, м : 25000

Тактические характеристики
- Тип боевой части : обычная или ядерная
- Масса боевой части, кг :

## Сравнительная характеристика
| Общие сведения и сравнительная тактико-техническая характеристика советских беспилотных перехватчиков Ту-131, РМ-500 и РЧ-500 комплекса дальнего перехвата С-500 и американских беспилотных перехватчиков BOMARC системы противовоздушной обороны IM-99/CIM-10 (с модификациями) | Общие сведения и сравнительная тактико-техническая характеристика советских беспилотных перехватчиков Ту-131, РМ-500 и РЧ-500 комплекса дальнего перехвата С-500 и американских беспилотных перехватчиков BOMARC системы противовоздушной обороны IM-99/CIM-10 (с модификациями) | Общие сведения и сравнительная тактико-техническая характеристика советских беспилотных перехватчиков Ту-131, РМ-500 и РЧ-500 комплекса дальнего перехвата С-500 и американских беспилотных перехватчиков BOMARC системы противовоздушной обороны IM-99/CIM-10 (с модификациями)                                | Общие сведения и сравнительная тактико-техническая характеристика советских беспилотных перехватчиков Ту-131, РМ-500 и РЧ-500 комплекса дальнего перехвата С-500 и американских беспилотных перехватчиков BOMARC системы противовоздушной обороны IM-99/CIM-10 (с модификациями)                                | Общие сведения и сравнительная тактико-техническая характеристика советских беспилотных перехватчиков Ту-131, РМ-500 и РЧ-500 комплекса дальнего перехвата С-500 и американских беспилотных перехватчиков BOMARC системы противовоздушной обороны IM-99/CIM-10 (с модификациями)                                | Общие сведения и сравнительная тактико-техническая характеристика советских беспилотных перехватчиков Ту-131, РМ-500 и РЧ-500 комплекса дальнего перехвата С-500 и американских беспилотных перехватчиков BOMARC системы противовоздушной обороны IM-99/CIM-10 (с модификациями)                                | Общие сведения и сравнительная тактико-техническая характеристика советских беспилотных перехватчиков Ту-131, РМ-500 и РЧ-500 комплекса дальнего перехвата С-500 и американских беспилотных перехватчиков BOMARC системы противовоздушной обороны IM-99/CIM-10 (с модификациями)                                | Общие сведения и сравнительная тактико-техническая характеристика советских беспилотных перехватчиков Ту-131, РМ-500 и РЧ-500 комплекса дальнего перехвата С-500 и американских беспилотных перехватчиков BOMARC системы противовоздушной обороны IM-99/CIM-10 (с модификациями)                                | Общие сведения и сравнительная тактико-техническая характеристика советских беспилотных перехватчиков Ту-131, РМ-500 и РЧ-500 комплекса дальнего перехвата С-500 и американских беспилотных перехватчиков BOMARC системы противовоздушной обороны IM-99/CIM-10 (с модификациями)                                | Общие сведения и сравнительная тактико-техническая характеристика советских беспилотных перехватчиков Ту-131, РМ-500 и РЧ-500 комплекса дальнего перехвата С-500 и американских беспилотных перехватчиков BOMARC системы противовоздушной обороны IM-99/CIM-10 (с модификациями)                                |
| Наименование перехватчика | Наименование перехватчика | РЧ-500 | РМ-500 | Ту-131 | XIM-99A Initial | YIM-99A Advanced | IM-99A | IM-99B | XIM-99B Super |
| Ответственное лицо | Ответственное лицо | главный конструктор | главный конструктор | главный конструктор | руководитель проекта или главный инженер | руководитель проекта или главный инженер | руководитель проекта или главный инженер | руководитель проекта или главный инженер | руководитель проекта или главный инженер |
| Ответственное лицо | Ответственное лицо | В. Н. Челомей | А. И. Микоян | А. Н. Туполев | Ф. Росс, Дж. Дрейк | Р. Удденберг | Р. Плат | Дж. Стоунер, Р. Хелберг | Э. Мокк, Х. Лонгфельдер |
| Головная организация (генподрядчик работ) | Головная организация (генподрядчик работ) | ОКБ-52 ГКАТ | ОКБ-155 ГКАТ | ОКБ-156 ГКАТ | Boeing Airplane Co. Aero-Space Division → Pilotless Aircraft Division | Boeing Airplane Co. Aero-Space Division → Pilotless Aircraft Division | Boeing Airplane Co. Aero-Space Division → Pilotless Aircraft Division | Boeing Airplane Co. Aero-Space Division → Pilotless Aircraft Division | Boeing Airplane Co. Aero-Space Division → Pilotless Aircraft Division |
| --- | --- | --- | --- | --- | --- | --- | --- | --- | --- |
| Задействованные структуры | маршевый двигатель | НИИ-125 ГКОТ | ОКБ-670 ГКАТ | ОКБ-670 ГКАТ | Marquardt Corp. | Marquardt Corp. | Marquardt Corp. | Marquardt Corp. | Marquardt Corp. |
| Задействованные структуры | вспомогательная силовая установка | не предусматривалась | не предусматривалась | не предусматривалась | не предусматривалась | не предусматривалась | не предусматривалась | Thompson Ramo Wooldridge Corp. | Thompson Ramo Wooldridge Corp. |
| Задействованные структуры | стартовый двигатель | | | | Aerojet-General Corp. | Aerojet-General Corp. | Aerojet-General Corp. | Thiokol Chemical Corp. | Thiokol Chemical Corp. |
| Задействованные структуры | аэродинамические элементы | ЦАГИ ГКАТ | ЦАГИ ГКАТ | ЦАГИ ГКАТ | Canadair Ltd. (оперение, крылья и элероны), Brunswick Corp. и Coors Porcelain Co. (обтекатели) | Canadair Ltd. (оперение, крылья и элероны), Brunswick Corp. и Coors Porcelain Co. (обтекатели) | Canadair Ltd. (оперение, крылья и элероны), Brunswick Corp. и Coors Porcelain Co. (обтекатели) | Canadair Ltd. (оперение, крылья и элероны), Brunswick Corp. и Coors Porcelain Co. (обтекатели) | Canadair Ltd. (оперение, крылья и элероны), Brunswick Corp. и Coors Porcelain Co. (обтекатели) |
| Задействованные структуры | головка самонаведения | НИИ-17 ГКАТ | НИИ-5 ГАУ МО | | Westinghouse Electric Corp. | Westinghouse Electric Corp. | Westinghouse Electric Corp. | Westinghouse Electric Corp. | Westinghouse Electric Corp. |
| Задействованные структуры | бортовое механическое и электрооборудование | СКБ-41 ГКРЭ | НИИ-5 ГАУ МО | IBM Computers Co., Bendix Aviation Corp. | IBM Computers Co., Bendix Aviation Corp. | IBM Computers Co., Bendix Aviation Corp. | IBM Computers Co., Bendix Aviation Corp. | IBM Computers Co., Bendix Aviation Corp. | |
| Задействованные структуры | бортовое механическое и электрооборудование | СКБ-41 ГКРЭ | НИИ-5 ГАУ МО | Willow Run Research Center, General Electric Corp. | Willow Run Research Center, General Electric Corp. | Motorola Inc., General Precision Corp. | Motorola Inc., General Precision Corp. | Motorola Inc., General Precision Corp. | |
| Задействованные структуры | бортовое механическое и электрооборудование | СКБ-41 ГКРЭ | НИИ-5 ГАУ МО | Willow Run Research Center, General Electric Corp. | Willow Run Research Center, General Electric Corp. | Lear, Inc. | Kearfott Corp., Hamilton Watch Co. | Kearfott Corp., Hamilton Watch Co. | |
| Задействованные структуры | наземное оборудование и сопряжённые работы | КБ-1 ГКРЭ | КБ-1 ГКРЭ | КБ-1 ГКРЭ | Food Machinery and Chemical Corp. (пусковая установка, подъёмное устройство и гидравлика), IT&T Federal Laboratories, Inc. (контрольно-проверочное оборудование для эксплуатационного и технического обслуживания, электрическая цепь запуска)                                                                  | Food Machinery and Chemical Corp. (пусковая установка, подъёмное устройство и гидравлика), IT&T Federal Laboratories, Inc. (контрольно-проверочное оборудование для эксплуатационного и технического обслуживания, электрическая цепь запуска)                                                                  | Food Machinery and Chemical Corp. (пусковая установка, подъёмное устройство и гидравлика), IT&T Federal Laboratories, Inc. (контрольно-проверочное оборудование для эксплуатационного и технического обслуживания, электрическая цепь запуска)                                                                  | Food Machinery and Chemical Corp. (пусковая установка, подъёмное устройство и гидравлика), IT&T Federal Laboratories, Inc. (контрольно-проверочное оборудование для эксплуатационного и технического обслуживания, электрическая цепь запуска)                                                                  | Food Machinery and Chemical Corp. (пусковая установка, подъёмное устройство и гидравлика), IT&T Federal Laboratories, Inc. (контрольно-проверочное оборудование для эксплуатационного и технического обслуживания, электрическая цепь запуска)                                                                  |
| Задействованные структуры | другие | НИИ-1 ГКАТ | н/д | н/д | + несколько сотен малых предприятий — субподрядчиков в США и Канаде | + несколько сотен малых предприятий — субподрядчиков в США и Канаде | + несколько сотен малых предприятий — субподрядчиков в США и Канаде | + несколько сотен малых предприятий — субподрядчиков в США и Канаде | + несколько сотен малых предприятий — субподрядчиков в США и Канаде |
| Вид вооружённых сил или род войск — эксплуатант (фактический или потенциальный) | Вид вооружённых сил или род войск — эксплуатант (фактический или потенциальный) | Войска ПВО СССР | Войска ПВО СССР | Войска ПВО СССР | Военно-воздушные силы США, Королевские военно-воздушные силы Канады (Военно-воздушные силы Швеции отказались от участия в проекте) | Военно-воздушные силы США, Королевские военно-воздушные силы Канады (Военно-воздушные силы Швеции отказались от участия в проекте) | Военно-воздушные силы США, Королевские военно-воздушные силы Канады (Военно-воздушные силы Швеции отказались от участия в проекте) | Военно-воздушные силы США, Королевские военно-воздушные силы Канады (Военно-воздушные силы Швеции отказались от участия в проекте) | Военно-воздушные силы США, Королевские военно-воздушные силы Канады (Военно-воздушные силы Швеции отказались от участия в проекте) |
| Год начала разработки | Год начала разработки | 1959 | 1958 | 1959 | 1949 | 1950 | 1951 | 1955 | 1957 |
| Год постановки на боевое дежурство | Год постановки на боевое дежурство | не ставились | не ставились | не ставились | не ставились | не ставились | 1959 | 1961 | не ставились |
| Год снятия с боевого дежурства | Год снятия с боевого дежурства | не ставились | не ставились | не ставились | не ставились | не ставились | 1964 | 1972 | не ставились |
| Всего выпущено, ед. | Всего выпущено, ед. | — | — | — | 49 | 45 | 269 | 301 | 130 |
| Неполный цикл стрельбы (заявленный разработчиком), с | Неполный цикл стрельбы (заявленный разработчиком), с | — | — | — | н/д | 120 | 120 | 30 | 30 |
| Стартовый двигатель | тип двигателя | твердотопливный | твердотопливный | твердотопливный | жидкостный | жидкостный | жидкостный | твердотопливный | твердотопливный |
| Стартовый двигатель | количество и модификации | 2 × ТРУ | 2 × ТРУ | 1 × ТРУ | 1 × Aerojet XLR59-AJ-5 | 1 × Aerojet XLR59-AJ-5 | 1 × Aerojet LR59-AJ-13 | 1 × Thiokol XM51 | 1 × Thiokol XM51 |
| Маршевый двигатель | тип двигателя | Сверхзвуковой прямоточный воздушно-реактивный двигатель | Сверхзвуковой прямоточный воздушно-реактивный двигатель | Сверхзвуковой прямоточный воздушно-реактивный двигатель | Сверхзвуковой прямоточный воздушно-реактивный двигатель | Сверхзвуковой прямоточный воздушно-реактивный двигатель | Сверхзвуковой прямоточный воздушно-реактивный двигатель | Сверхзвуковой прямоточный воздушно-реактивный двигатель | Сверхзвуковой прямоточный воздушно-реактивный двигатель |
| Маршевый двигатель | количество и модификации | 1 × ПРД | 1 × РД-085 | 1 или 2 × ПВРД | 2 × Marquardt XRJ43 | 2 × Marquardt XRJ43-MA-3 | 2 × Marquardt RJ43-MA-3 | 2 × Marquardt RJ43-MA-7 или RJ43-MA-11 | 2 × Marquardt RJ57 или RJ59 |
| Маршевый двигатель | используемое топливо | порох | авиатопливо Т-5 (на основе керосина) | н/д | ракетное топливо JP-3 (на основе керосина) | ракетное топливо JP-4 (на основе керосина) | бензин 80-октановый | ракетное топливо JP-4 (на основе керосина) | н/д |
| Параметры маршевого двигателя | длина, мм | н/д | 4300 | 7000 | | 4191 | 3683 | н/д | н/д |
| Параметры маршевого двигателя | диаметр камеры сгорания, мм | н/д | 850 | н/д | 711 | 716 | 610 | н/д | н/д |
| Тяга стартового двигателя, кгс | Тяга стартового двигателя, кгс | 15880 | 15880 | н/д | н/д | 15876 | 15876 | 22680 | 22680 |
| Тяга маршевого двигателя, кгс | Тяга маршевого двигателя, кгс | н/д | 10430 | н/д | н/д | 785 × 2 (1570) 5443 × 2 (10886) | 5216 × 2 (10432) | 5443 × 2 (10886) | н/д |
| Длина полная, мм | Длина полная, мм | н/д | 11772,9 | 9600 | 10668 | 12557,76 | 14274,8 | 13741,4 | 14249,4 |
| Высота полная, мм | Высота полная, мм | н/д | 2727,6 | н/д | | 3139,44 | 3149,6 | 3149,6 | 3124,2 |
| Размах крыла, мм | Размах крыла, мм | н/д | 6606,8 | 2410 | 4267,2 | 5516,88 | 5537,2 | 5537,2 | 5537,2 |
| Размах горизонтального оперения, мм | Размах горизонтального оперения, мм | н/д | 3919 | н/д | н/д | н/д | 3200 | 3200 | 3204 |
| Диаметр фюзеляжа, мм | Диаметр фюзеляжа, мм | н/д | 947,2 | н/д | 889 | 914,4 | 889 | 889 | 889 |
| Дальность перехвата, км | Дальность перехвата, км | 500—600 | 800—1000 | 300—350 | 231 | 463 | 418 | 708 | 764 |
| Высоты перехвата, км | Высоты перехвата, км | 35—40 | 25—35 | 30 | 18 | 18 | 18 | 30 | 21 |
| Практический потолок, км | Практический потолок, км | — | — | — | 18,3 | 18,3 | 19,8 | 30,5 | 21,3 |
| Маршевая скорость, М | Маршевая скорость, М | 2,8 | 4,3 | 3,48 | 2,1 | 2,5 | 2—3,5 | 2—3,95 | 3,9—4 |
| Располагаемая перегрузка, g | Располагаемая перегрузка, g | ±5 | н/д | н/д | н/д | н/д | ±7 | н/д | н/д |
| Масса взлётная, кг | Масса взлётная, кг | 7000—8000 | 7000—8000 | 2960 | 5556 | 5443 | 7085 | 7272 | 6804 |
| Масса маршевого двигателя, кг | Масса маршевого двигателя, кг | н/д | 740 | 1460 | н/д | 206 × 2 (412) | 229 × 2 (458) | н/д | н/д |
| Время полёта, мин | Время полёта, мин | н/д | до 20 | н/д | н/д | до 5,5 | до 10,5 | н/д | н/д |
| Тип, масса и мощность боевой части, кт | Тип, масса и мощность боевой части, кт | обычная или ядерная | обычная или ядерная | обычная или ядерная (190 кг) | обычная или ядерная (136 кг) | обычная или ядерная (136 кг) | обычная (151 кг / 0,454 кт, не использовалась) или ядерная, изменяемой мощности W-40 (160 кг / 7—10 кт) | обычная (151 кг / 0,454 кт, не использовалась) или ядерная, изменяемой мощности W-40 (160 кг / 7—10 кт) | обычная (до 907 кг) или ядерная W-40 (160 кг / 7—10 кт) |
| Система управления комплексом | стратегическое звено | АСУ «Воздух-1» | АСУ «Воздух-1» | АСУ «Воздух-1» | АСУ Semi-Automatic Ground Environment (SAGE) | АСУ Semi-Automatic Ground Environment (SAGE) | АСУ Semi-Automatic Ground Environment (SAGE) | АСУ Semi-Automatic Ground Environment (SAGE) | АСУ Semi-Automatic Ground Environment (SAGE) |
| Система управления комплексом | стратегическое звено | АСУ «Воздух-1» | АСУ «Воздух-1» | АСУ «Воздух-1» | АСУ IBM AN/FSQ-7 и/или | | | | |
| Система управления комплексом | оперативно-тактическое звено | АСУ «Луч-1» | АСУ «Луч-1» | АСУ «Луч-1» | | | | | |
| Система управления комплексом | оперативно-тактическое звено | АСУ «Луч-1» | АСУ «Луч-1» | АСУ «Луч-1» | АСУ Westinghouse AN/GPA-35 (одновременное сопровождение до двух перехватчиков) | | | | |
| Система наведения перехватчика | начальный участок | полёт по заданной траектории (на автопилоте) | полёт по заданной траектории (на автопилоте) | полёт по заданной траектории (на автопилоте) | полёт по заданной траектории (на автопилоте) | полёт по заданной траектории (на автопилоте) | полёт по заданной траектории (на автопилоте) | полёт по заданной траектории (на автопилоте) | полёт по заданной траектории (на автопилоте) |
| Система наведения перехватчика | маршевый участок | комбинированная (наземные автоматизированные системы управления + бортовая аппаратура управления) | комбинированная (наземные автоматизированные системы управления + бортовая аппаратура управления) | комбинированная (наземные автоматизированные системы управления + бортовая аппаратура управления) | комбинированная (наземные автоматизированные системы управления + бортовая аппаратура управления) | комбинированная (наземные автоматизированные системы управления + бортовая аппаратура управления) | комбинированная (наземные автоматизированные системы управления + бортовая аппаратура управления) | комбинированная (наземные автоматизированные системы управления + бортовая аппаратура управления) | комбинированная (наземные автоматизированные системы управления + бортовая аппаратура управления) |
| Система наведения перехватчика | конечный участок траектории | радиокомандная КРУ «Лазурь-М» с АЦВК «Каскад» и СПК «Радуга» или с помощью бортовой навигационной аппаратуры (радиолокационного самонаведения) РЛГСН «Зенит» | радиокомандная КРУ «Лазурь-М» с АЦВК «Каскад» и СПК «Радуга» или с помощью бортовой навигационной аппаратуры (радиолокационного самонаведения) РЛГСН «Зенит» | радиокомандная КРУ «Лазурь-М» с АЦВК «Каскад» и СПК «Радуга» или с помощью бортовой навигационной аппаратуры (радиолокационного самонаведения) РЛГСН «Зенит» | радиокомандная Bendix AN/FPS-3 и активная радиолокационная Westinghouse AN/APQ-41 | радиокомандная Bendix AN/FPS-3 и активная радиолокационная Westinghouse AN/APQ-41 | радиокомандная Bendix AN/FPS-3 или General Electric AN/CPS-6B активная импульсная радиолокационная Westinghouse AN/DPN-34 | радиокомандная Bendix AN/FPS-20 и инерциальная (активная радиолокационная) Westinghouse AN/DPN-53 | радиокомандная Bendix AN/FPS-20 и активная радиолокационная Westinghouse AN/APQ-41 |
| Система наведения перехватчика | конечный участок траектории | радиолокационная с непрерывным излучением или импульсная | н/д | радиолокационная | радиокомандная Bendix AN/FPS-3 и активная радиолокационная Westinghouse AN/APQ-41 | радиокомандная Bendix AN/FPS-3 и активная радиолокационная Westinghouse AN/APQ-41 | радиокомандная Bendix AN/FPS-3 или General Electric AN/CPS-6B активная импульсная радиолокационная Westinghouse AN/DPN-34 | радиокомандная Bendix AN/FPS-20 и инерциальная (активная радиолокационная) Westinghouse AN/DPN-53 | радиокомандная Bendix AN/FPS-20 и активная радиолокационная Westinghouse AN/APQ-41 |
| Поражаемые цели (заявленные разработчиком) | скоростной режим | сверхзвуковые | сверхзвуковые | сверхзвуковые | дозвуковые | дозвуковые | дозвуковые | сверхзвуковые | сверхзвуковые |
| Поражаемые цели (заявленные разработчиком) | вид, тип и класс | аэродинамические и баллистические цели: пилотируемые летательные аппараты (любой конфигурации), управляемые ракеты воздушного базирования, крылатые ракеты наземного базирования, баллистические ракеты малой дальности, межконтинентальные баллистические ракеты на встречных и встречно-пересекающихся курсах | аэродинамические и баллистические цели: пилотируемые летательные аппараты (любой конфигурации), управляемые ракеты воздушного базирования, крылатые ракеты наземного базирования, баллистические ракеты малой дальности, межконтинентальные баллистические ракеты на встречных и встречно-пересекающихся курсах | аэродинамические и баллистические цели: пилотируемые летательные аппараты (любой конфигурации), управляемые ракеты воздушного базирования, крылатые ракеты наземного базирования, баллистические ракеты малой дальности, межконтинентальные баллистические ракеты на встречных и встречно-пересекающихся курсах | аэродинамические и баллистические цели: пилотируемые летательные аппараты (любой конфигурации), управляемые ракеты воздушного базирования, крылатые ракеты наземного базирования, баллистические ракеты малой дальности, межконтинентальные баллистические ракеты на встречных и встречно-пересекающихся курсах | аэродинамические и баллистические цели: пилотируемые летательные аппараты (любой конфигурации), управляемые ракеты воздушного базирования, крылатые ракеты наземного базирования, баллистические ракеты малой дальности, межконтинентальные баллистические ракеты на встречных и встречно-пересекающихся курсах | аэродинамические и баллистические цели: пилотируемые летательные аппараты (любой конфигурации), управляемые ракеты воздушного базирования, крылатые ракеты наземного базирования, баллистические ракеты малой дальности, межконтинентальные баллистические ракеты на встречных и встречно-пересекающихся курсах | аэродинамические и баллистические цели: пилотируемые летательные аппараты (любой конфигурации), управляемые ракеты воздушного базирования, крылатые ракеты наземного базирования, баллистические ракеты малой дальности, межконтинентальные баллистические ракеты на встречных и встречно-пересекающихся курсах | аэродинамические и баллистические цели: пилотируемые летательные аппараты (любой конфигурации), управляемые ракеты воздушного базирования, крылатые ракеты наземного базирования, баллистические ракеты малой дальности, межконтинентальные баллистические ракеты на встречных и встречно-пересекающихся курсах |
| Категория мобильности | Категория мобильности | стационарный | стационарный | стационарный | стационарный, шахтного базирования (режим хранения — в горизонтальном положении), вертикального наземного запуска | стационарный, шахтного базирования (режим хранения — в горизонтальном положении), вертикального наземного запуска | стационарный, шахтного базирования (режим хранения — в горизонтальном положении), вертикального наземного запуска | стационарный, шахтного базирования (режим хранения — в горизонтальном положении), вертикального наземного запуска | стационарный, шахтного базирования (режим хранения — в горизонтальном положении), вертикального наземного запуска |
| Категория мобильности | Категория мобильности | стационарный | самоходный | | стационарный, шахтного базирования (режим хранения — в горизонтальном положении), вертикального наземного запуска | стационарный, шахтного базирования (режим хранения — в горизонтальном положении), вертикального наземного запуска | стационарный, шахтного базирования (режим хранения — в горизонтальном положении), вертикального наземного запуска | стационарный, шахтного базирования (режим хранения — в горизонтальном положении), вертикального наземного запуска | стационарный, шахтного базирования (режим хранения — в горизонтальном положении), вертикального наземного запуска |
| Стоимость одного серийного боеприпаса, млн $ в ценах 1958 года | Стоимость одного серийного боеприпаса, млн $ в ценах 1958 года | серийно не изготавливались | серийно не изготавливались | серийно не изготавливались | 6,930 | 3,297 | 0,9125 | 1,812 | 4,8 |
| Источники информации - Ерохин Е. И. История издания беспилотного высотного перехватчика Р-500. - Поляченко В. А. На море и в космосе: Воспоминания. — СПб.: Морсар АВ, 2008. — С. 54—60. — 224 с. — ISBN 5-93599-001-8. - Ригмант В. Г. Под знаками «АНТ» и «Ту» // Авиация и космонавтика. — 1999. — № 10 (51) — С. 44. — ISSN 0373-9821. - XF-99 BOMARC Standard Missile Characteristics (англ.). — Washington, D.C.: Office of the Secretary of the U.S. Air Force, 23 February 1954. — P. 3—4. — 4 p. - Hanson, C. M. Chacacteristics of Tactical, Strategic and Research Missiles: BOMARC Model IM-99 (англ.). — San Diego, Calif.: Convair, 2 November 1957. — P. 15. - IM-99A BOMARC Standard Missile Characteristics (англ.). — Washington, D.C.: Office of the Secretary of the U.S. Air Force, 8 May 1958. — P. 2—8 — 10 p. - Convair Pomona Report TM 339-42-2 (англ.). — San Diego, Calif.: Convair, 7 August 1959. — P. 1—5. — 2 p. - BOMARC’s Role in Air Defense. / Department of Defense Appropriations for 1959 : Hearings, 86th Congress, 2nd Session (англ.). — Washington : U.S. Government Printing Office, 1958. — P. 341—350. - Status of BOMARC Program. / Department of Defense Appropriations for 1961 : Hearings, 86th Congress, 2nd Session (англ.). — Washington : U.S. Government Printing Office, 1960. — Vol.11 — P. 341—346. - The DOD fiscal year 1959 funds released on December 15, 1958, for BOMARC missiles. / Department of Defense Appropriations for 1961 : Hearings, 86th Congress, 2nd Session (англ.). — Washington : U.S. Government Printing Office, 1960. — Vol.17 — P. 263. - IM-99 Weapon System (англ.). — Washington, D.C. : Department of the Air Force, Directorate of Readiness and Materiel Inspection, 1958. — 23 p. - Military Construction Authorization, Fiscal Year 1960 : Hearings, 86th Congress, 1st Session (англ.). — Washington, D.C. : U.S. Government Printing Office, 1960. — P. 26—42, 316—325. - Army, Navy, Air Force Journal : spokesman of the services. — Washington, D.C.: Army and Navy Journal, Inc. — Vol. 99. ADC Has “Impressive Resources” For Aerospace Defense (англ.). // 21 October 1961. — P. 1, 4. Bomarc B Installed At Langley AFB (англ.). // 28 October 1961. — P. 20. AF’s “Tiddle” Process Automates Intecepts For Fighter Aircraft (англ.). // 25 November 1961 — P. 9. Air Force Defense Missile Wing Tells Possible Change In Bomarc System (англ.). // 2 December 1961. — P. 26. - Bomarc Program. / Pyramiding of Profits and Costs in the Missile Procurement Program : Hearings, 87th Congress, 2nd Session (англ.). — Washington, D.C. : U.S. Government Printing Office, 1962. — Vol. 10 — Pt. 4.(Bomarc Program) — P. 631—937. - Baar, James ; Howard, William E. Spacecraft and Missiles of the World, 1962 (англ.). — N.Y.: Harcourt, Brace & World, 1962. — P. 94. — 117 p. - Jacobs, Horace ; Whitney, Eunice Engelke. Missile and Space Projects Guide 1962 (англ.). — N.Y.: Springer, 1962. — P. 32. — 235 p. - Astrolog—A Status Report on All U. S. Missiles, Satellites, Spacecraft and Space Vehicles (англ.). // Missiles and rockets : The weekly of space engineering. — Washington, D.C.: American Aviation Publications, Inc., September 2, 1963. — Vol. 13 — № 10. — P. 21. - BOMARC A Fact Sheet. | | | | | | | | | |